# Bitwa pod Medina del Rio Seco
Bitwa pod Medina del Rio Seco – bitwa stoczona w pierwszym okresie wojny dnia 14 lipca 1808 roku i zakończyła się rozgromieniem jedynej hiszpańskiej armii stojącej na drodze wojsk francuskich zmierzających do opanowania Starej Kastylii.

## Sytuacja w północnej Hiszpanii
Wydarzenia, jakie miały miejsce na Półwyspie Iberyjskim zaskoczyły i zaniepokoiły Napoleona. W czerwcu marszałek Bessières ze swoją lotną kolumną próbował dotrzeć do Santander dla zabezpieczenia francuskich linii komunikacyjnych w Galicji i opanowania wybrzeża wobec możliwego desantu sił brytyjskich. Osaczony przez masy guerilleiros Bessières nie dał rady się przebić i zawrócił. Napoleon zdecydował się na wysłanie większej ilości wojsk i działanie według nowego planu. W lipcu rozkazał Bessièresowi ponownie podjąć ofensywę.
Na drodze Francuzów stało teraz dwóch, nie cierpiących się nawzajem, hiszpańskich generałów: Gregorio de la Cuesta stojący na czele tzw. „Armii Galicji” i Joaquín Blake y Joyes, który wspomagał go pospolitym ruszeniem lokalnych milicji oddziałami regularnych wojsk z prowincjonalnych garnizonów. Obaj razem mieli około 24 000 ludzi. Cuesta ogłosił się wodzem naczelnym i nakazał marsz na Valladolid, miasto, gdzie przed wojną dzierżył zaszczytny tytuł Capitan-General Starej Kastylii, a który utracił po swej panicznej ucieczce spod Cabezón. Blake, zawodowy oficer nie pozbawiony pewnej dozy talentu, uważał, że stawianie czoła Grande Armée w polu jest nierozsądne, ale milczał. 14 lipca Cuesta zajął pasma wzgórz w pobliżu Medina del Rio Seco, przy czym Blake’owi powierzył dowodzenie czołowej pozycji.
Tymczasem Bessières błyskawicznie skoncentrował 14 000 ludzi wzmocnionych dziesięcioma bateriami artylerii i ruszył na spotkanie przeciwnika.

## Bitwa
Cuesta, z przyczyn dotychczas nieznanych, swoją część armii rozstawił daleko z tyłu. Blake, oddzielony od Cuesty znacznych rozmiarów wolną przestrzenią, stał wobec nadchodzących Francuzów z nieosłoniętymi skrzydłami i niezabezpieczonymi drogami odwrotu.
Bessières natychmiast zauważył słabe strony przeciwnika i zaatakował centralną pozycję, trzymając Cuestę na dystans przy pomocy sił osłonowych, podczas gdy elementy dwóch dywizji podjęły atak na redutę Blake’a. Blake walczył z determinacją, zadając Francuzom spore straty i przez jakiś czas nie pozwalając się oskrzydlić, ale kawaleria rezerwy Lasalle’a wdarła się w przerwę między formacjami Hiszpanów uderzając na tyły Blake’a, łamiąc szeregi jego piechoty i zmuszając ją do panicznej ucieczki na zachód. Honor armii hiszpańskiej uratował batalion żołnierzy z Nawarry, którzy jako jedyni dotrzymali kawalerii pola.
Bessières miał teraz zamiar rozprawić się z Cuestą, ale hiszpański wódz, zamiast nakazać odwrót, uformował swe wojsko w kolumny i rzucił je do ataku na wzgórze, zajęte już przez wiarusów z armii cesarskiej. Czołowe bataliony hiszpańskich grenadierów próbowały wedrzeć się na stok, ale dostały się w morderczy krzyżowy ogień i rzuciły do ucieczki przekonując tym samym Cuestę, że czas się wycofać.

## Po bitwie
Po Medina del Rio Seco Bessières bez trudu zajął León i Zamorę. Jego zwycięstwo poprawiło pozycję armii francuskiej w północnej Hiszpanii. Zadowolony Napoleon miał wówczas powiedzieć: „skoro marszałek Bessières mógł pokonać Armię Galicji niewielkim wysiłkiem i z niewielkimi stratami, Dupont będzie zdolny pokonać każdego, kogo napotka”.
Jak na ironię w kilka dni później korpus Duponta został pokonany w bitwie pod Bailén i wzięty do niewoli przez gen. Castañosa. Nagle pozbawione 20 000 żołnierzy, francuskie dowództwo w panice nakazało generalny odwrót za Ebro, czyniąc zwycięstwo Bessières'a bezwartościowym.